# Rafi Lavi
Rafi Lavi (hebrejsky רפי לביא, někdy též Raffi Lavie; 1937 – 7. května 2007) byl izraelský umělec, učitel umění a hudební a umělecký kritik.

## Biografie
Narodil se v Tel Avivu ještě za dob britské mandátní Palestiny. V roce 1966 začal vyučovat na umělecké akademii Midraša, kde působil až do svých 62 let. V roce 2002 se v Izraelském muzeu v Jeruzalémě konala retrospektivní výstava jeho tvorby. O tři roky později pak měl samostatnou výstavu v galerii Givon v Tel Avivu.
Jeho tvorba se pohybovala na pomezí graffiti a abstraktním expresionismem a je srovnávána s dílem amerického umělce Cy Twomblyho. V důsledku onemocnění páteře maloval v posledních letech svého života v sedě.
Zemřel 7. května 2007 ve svém domě v Tel Avivu ve věku 70 let na karcinom pankreatu. Své tělo daroval Telavivské univerzitě za účelem výzkumu.

## Ocenění
- 1978 – Dizengoffova cena za malířství[3]

## Galerie

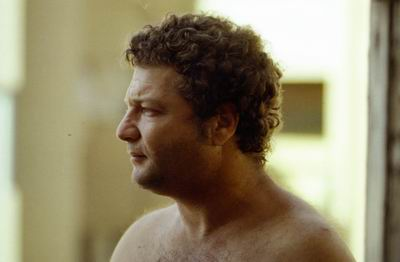
Raffi Lavie (1980) Photographer: Stanley I. Batkin
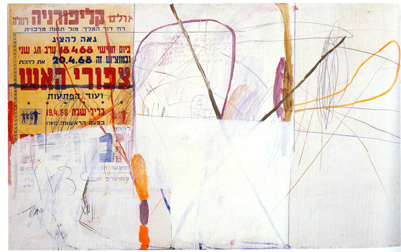
Untitled, 1969 Israel Museum Collection B83.0006
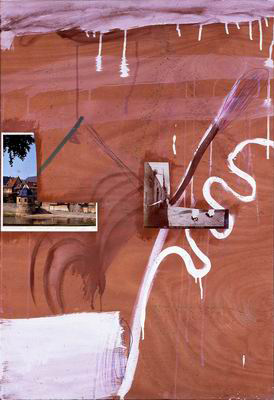
Untitled, 1977 Israel Museum Collection B92.1599
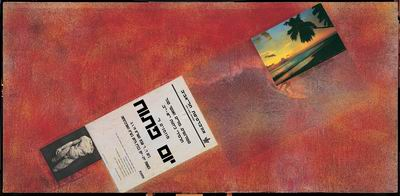
Untitled, 1983 Israel Museum Collection B03.0063